# Oberfinanzdirektion Frankfurt am Main (Gebäude)

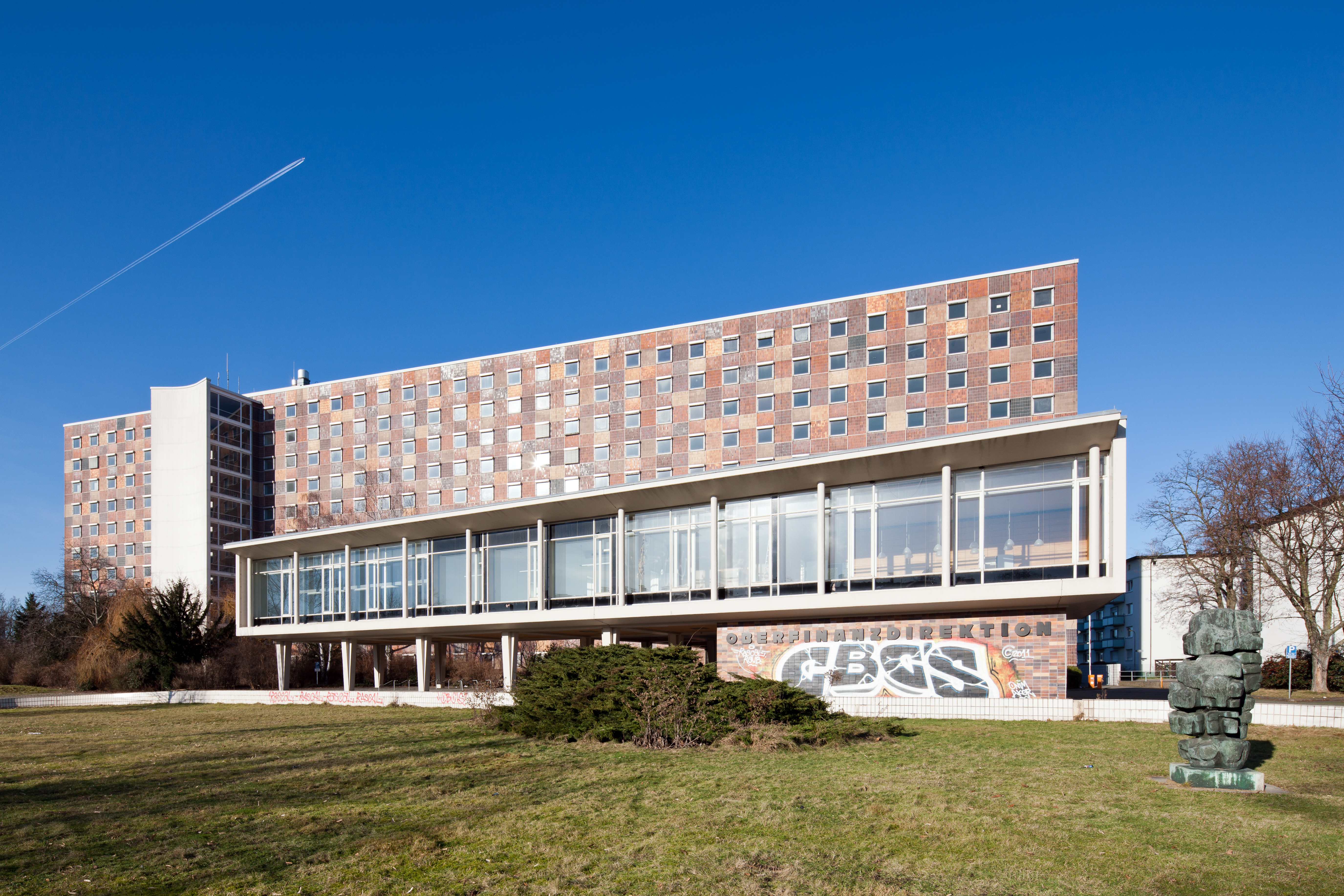
Gesamtanlage von Südosten, Januar 2012

Das ehemalige Verwaltungsgebäude der Oberfinanzdirektion Frankfurt am Main war ein denkmalgeschützter Bürobau an der Adickesallee im Stadtteil Nordend von Frankfurt am Main. Der Bau entstand 1953 bis 1955 nach Plänen des Bad Homburger Architekten Hans Köhler.
Das Gebäude war bis 2009 Sitz der Oberfinanzdirektion (OFD) Frankfurt am Main, die als Mittelbehörde für das Bundesland Hessen zuständig ist. Nach ihrem Umzug 2009 in das neue Bürogebäude Main Triangel im Sachsenhäuser Deutschherrnviertel stand das Gebäude leer. Ende  2014 wurde das wegen einer starken Schadstoffbelastung nicht sanierungsfähige Hauptgebäude abgerissen. An seiner Stelle entstand bis 2017 der Neubau der Frankfurt School of Finance & Management.

## Geschichte

### Vorgeschichte

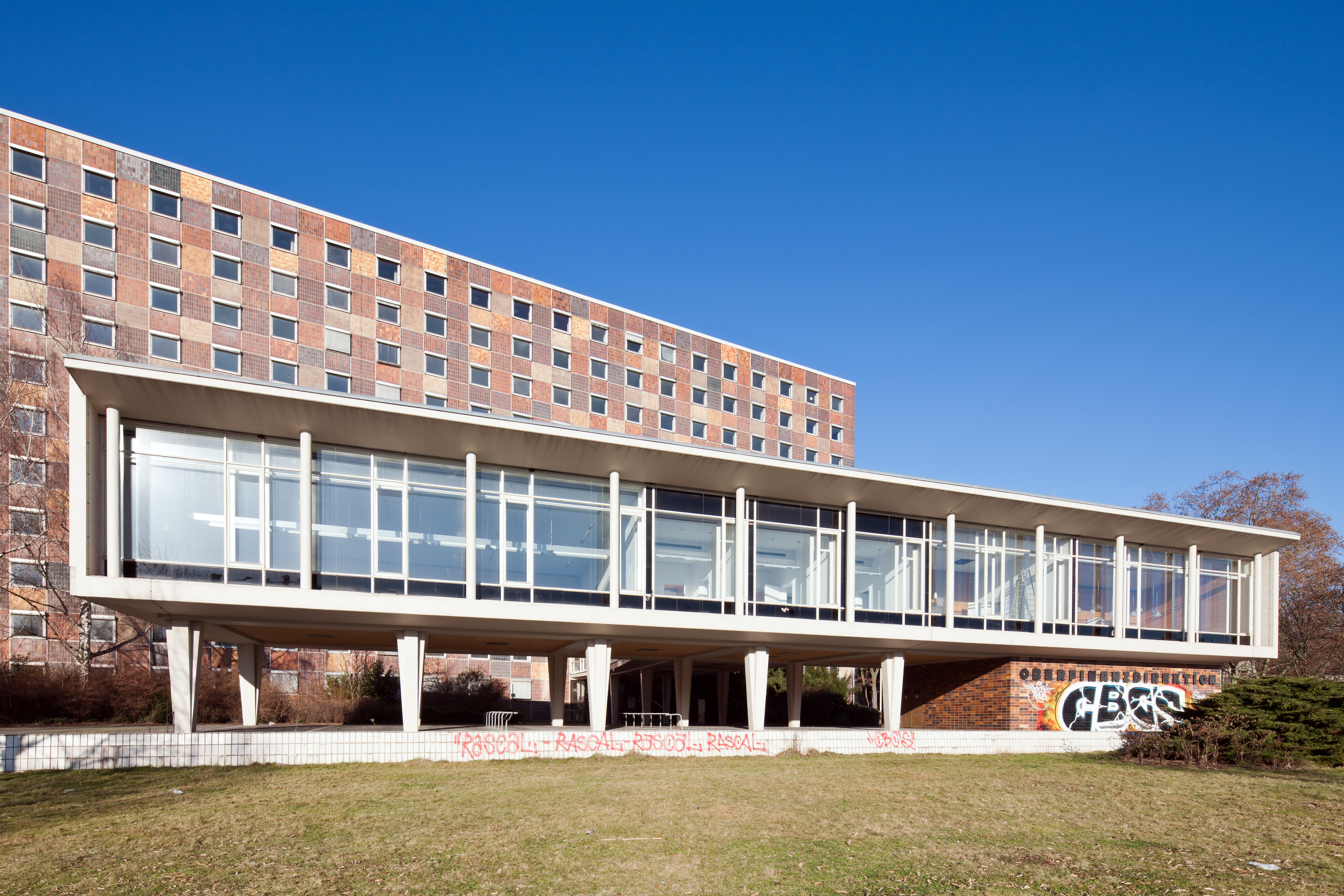
Pavillon von Südwesten, Januar 2012

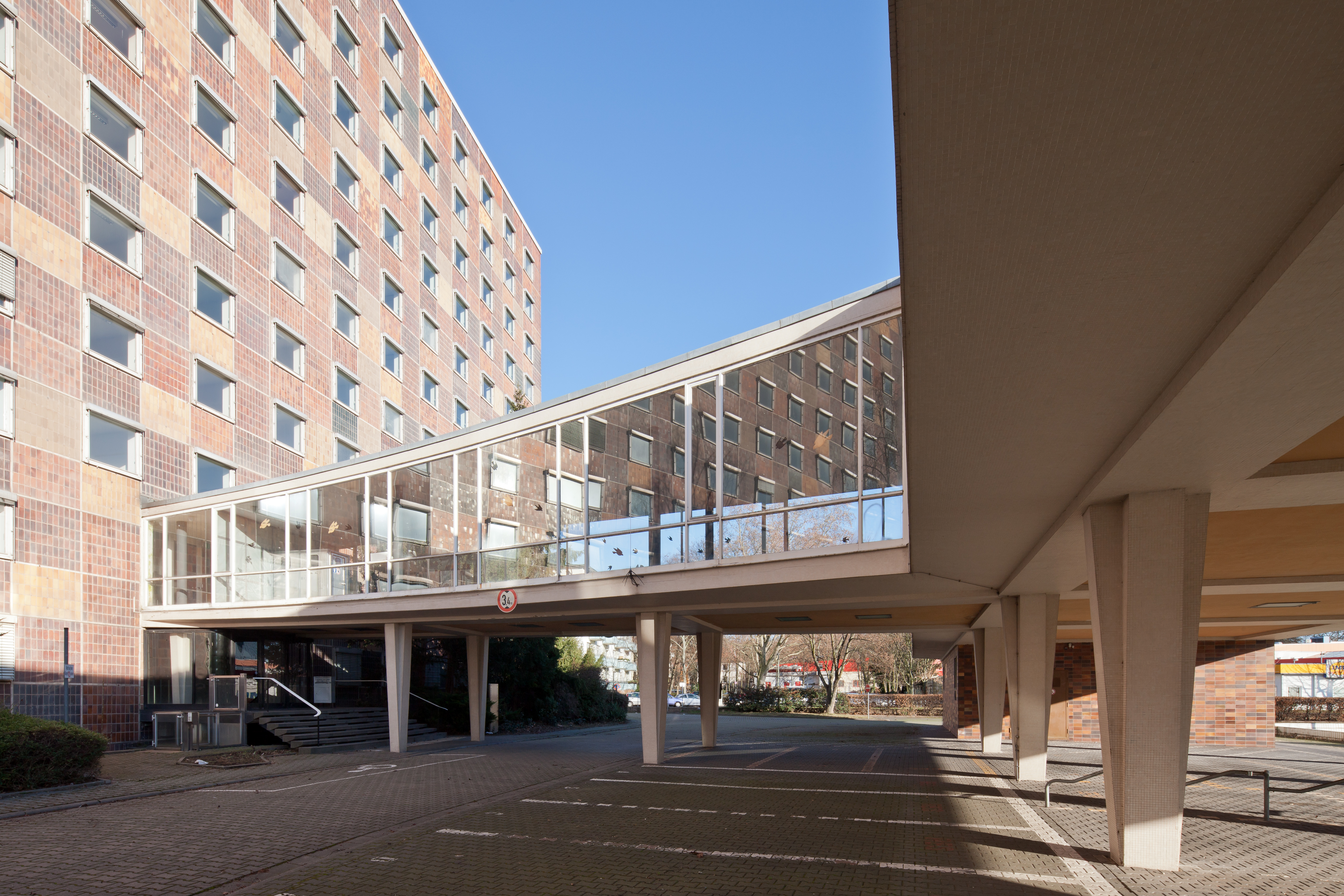
Brücke zwischen Haupthaus und Pavillon von Südwesten, Januar 2012

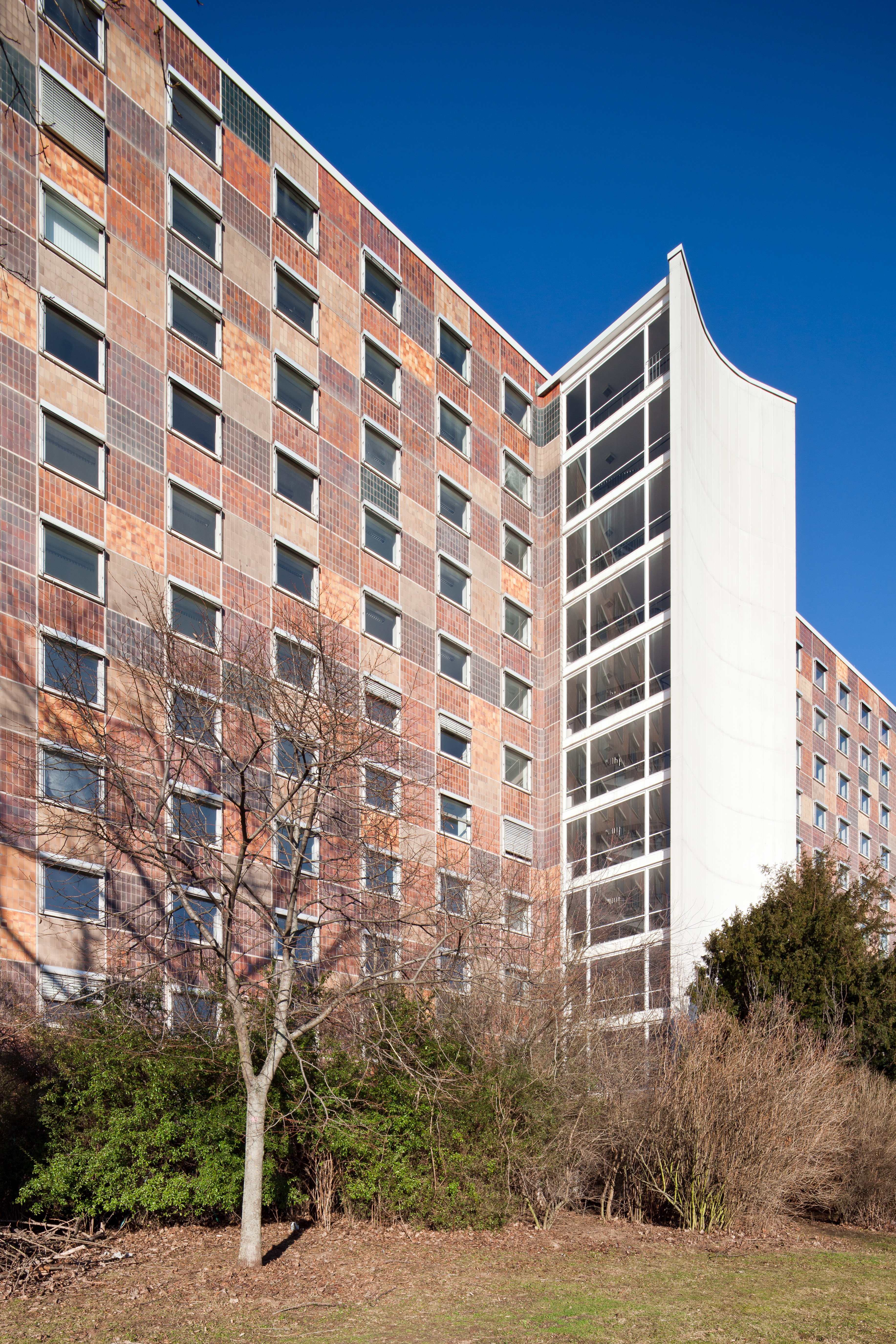
Treppenhaus Südwest und Fassadendetail von Südwesten, Januar 2012

Finanzämter existierten im heutigen Hessen bereits vor dem Ersten Weltkrieg. Jedoch führte erst die große Finanznot nach dem Krieg, überwiegend bedingt durch die gewaltigen Reparationszahlungen und allgemeinen Staatsschulden, zu in der gesamten Weimarer Republik vereinheitlichten Finanz- und Steuergesetzen sowie dem dreistufigen System der Finanzverwaltung auf Länderebene, das im Prinzip bis heute Bestand hat.
1919 entstanden somit zunächst in den beiden Städten Kassel (als Hauptstadt der preußischen Provinz Hessen-Nassau) und Darmstadt (als Landeshauptstadt des Volksstaates Hessen) Landesfinanzämter. Sie wurden von 23 gleichartigen Ämtern in den übrigen Ländern des Reiches ergänzt. Das Ende des Zweiten Weltkrieges brachte auch die Auflösung der seit 1937 bestehenden Reichsfinanzverwaltung, unter der die Landesfinanzämter als Oberfinanzpräsidien geführt wurden.
Im nächsten Schritt ging die bisherige Zuständigkeit der Oberfinanzpräsidien an das Hessische Finanzministerium als oberste Instanz der Finanzverwaltung über, die Oberfinanzpräsidien in Kassel und Darmstadt wurden aufgelöst. Als neue Mittelbehörde errichtete man die Oberfinanzdirektion Frankfurt am Main zunächst in Wiesbaden. Nach kurzer Suche war jedoch ein Baugrund für ein neues Verwaltungsgebäude in Frankfurt am Main gefunden.

### Das Gebäude als Sitz der OFD
Das Grundstück an der Adickesallee, das vorher für Schrebergärten genutzt worden war und vom Marbach durchflossen wurde, zeichnete sich durch eine ungünstige Tragfähigkeit aus. Der Architekt Hans Köhler und die Ingenieure Rolf Himmelreich und Ernst Schirmacher verzichteten daher auf die zeittypische Skelettkonstruktion mit Vorhangfassade. Stattdessen entstand 1953 bis 1955 ein Stahlbetonsilo mit Wandstärken von lediglich 18 Zentimetern. Der Preis für diese Bauweise – die die Rohbaukosten deutlich senkte – war die geringe Größe der Büroräume von etwa 10 Quadratmetern und die kleinen Fenster von nur 1,50 mal 1,50 Metern.
Dennoch wurde das Gebäude wurde 1957 vom Land Hessen als eine „vorbildliche Leistung“ ausgezeichnet und gilt heute als Denkmal der damaligen Architektur. Unkenntnis über die verwendeten Materialien führten bei einer Sanierung in den 1970er Jahren jedoch zu einer schweren Belastung der Bausubstanz. Neben naphthalinhaltigem Fußbodenkleber befestigte man damals auch lose gewordene Fassadenplatten mit einem giftigen Teerkleber, der tief in das Mauerwerk vordrang. Dies führte neben der nicht mehr zeitgemäßen Raumgröße zum Auszug der Behörde im Dezember 2009.

### Zukunft und Nachnutzung
Eigentümer des Gebäudes war weiterhin das Land Hessen. Im November 2012 erwarb die Frankfurt School of Finance & Management das 30.000 Quadratmeter große Grundstück, um dort einen neuen Campus zu errichten. Wegen der Naphthalinbelastung durfte das Hauptgebäude trotz Denkmalschutz abgerissen werden, lediglich der „Präsidialbau“ muss erhalten und in einen Neubau integriert werden.
Bei einem Architektenwettbewerb im Jahr 2013 gingen die beiden Architekten Dominique Perrault und Henning Larsen als Sieger hervor. Die Jury entschied sich für den Entwurf von Larsen, der fünf vor- und zurückspringende Kuben vorsieht. Im September 2014 begann der Abriss der ehemaligen Oberfinanzdirektion. Der Neubau wurde im Oktober 2017 bezogen.

### Kunstausstellungen in der Oberfinanzdirektion
Seit 2005 finden in dem Gebäude pro Jahr drei bis fünf Kunstausstellungen zeitgenössischer Kunst statt. Gezeigt werden vor allem Werke von Künstlern, die in Hessen arbeiten und leben. Schon Mitte der 1950er Jahre initiierte der hessische Finanzminister Heinrich Troeger ein Kunstförderungsprogramm, das seither kontinuierlich als „Sonderbaufonds Kunst“ im Landeshaushalt verankert ist.

## Architektur
Den Prinzipien der Architektur der 1950er Jahre in Deutschland folgend war das Haus betont funktional und durch eine streng gegliederte rechteckige Fassade ausgezeichnet. Das 120 Meter lange Haupthaus verfügte über 11 Stockwerke, eine Höhe von 35 Metern und eine Bürofläche von 8381 Quadratmetern. Auf Höhe des letzten Fünftels befanden sich zwei Treppenhausanbauten; eine auf Seite der Adickesallee und eine auf der Rückseite. Diese brachen mit ihrer halbrunden Kopfseite ein wenig die Strenge des Gesamtgebäudes.
Die Monotonie der Front wurde durch die Fassadengestaltung aufgelockert. Die Verkleidung bestand aus Spaltplatten unterschiedlicher Farbe. Verwendet wurde aus Kostengründen Ausschussware eines Herstellers aus dem Bayerischen Wald. Hierdurch ergab sich ein je nach Lichteinfall wechselnder Farbeindruck der Fassade. Zeitgenössische Zeitungen sprachen 1955 (nicht zwingend positiv) von „impressionistischem Geflimmer“ und einem „Farbtumult“.
Der dem Gebäude vorgelagerte Pavillon, das sogenannte „Präsidialgebäude“, ist in seiner Achse gegen das Hauptgebäude versetzt und bricht durch seine nicht zentrale Lage bewusst die Symmetrie der Gesamtanlage. Der Vorbau steht teilweise auf sich nach unten stark verjüngenden Stelzen und hob sich damit optisch stark vom Hauptgebäude ab. Große Fenster und eine lichte Bauweise setzen einen starken Kontrast. Im Präsidialgebäude waren das Büro des Leiters der OFD sowie Konferenzräume untergebracht. Anbau und Hauptgebäude waren durch eine Glasbrücke verbunden.